# Kapelljoch
Kapelljoch är en bergstopp i Österrike.   Den ligger i distriktet Bludenz och förbundslandet Vorarlberg, i den västra delen av landet, 500 km väster om huvudstaden Wien. Toppen på Kapelljoch är 2 324 meter över havet.
Terrängen runt Kapelljoch är huvudsakligen bergig. Närmaste större samhälle är Bludenz, 15,2 km nordväst om Kapelljoch. 
I omgivningarna runt Kapelljoch växer i huvudsak barrskog. Runt Kapelljoch är det ganska glesbefolkat, med 47 invånare per kvadratkilometer.